# جام اینترتوتو
جام اینترتوتو (به انگلیسی: UEFA Intertoto Cup) نام رقابت‌های فوتبالی برای باشگاه‌های اروپایی بود که موفق به کسب سهمیه مستقیم برای حضور در جام یوفا (لیگ اروپا) می‌شدند. این مسابقات پیش از شروع فصل در تابستان برگزار می‌شد و تیم‌هایی که در این مسابقات به مراحل پایانی راه می‌افتند می‌توانستند مستقیماً به جام یوفا (لیگ اروپا) راه پیدا کنند، برگزاری این رقابت‌ها در سال ۲۰۰۸ میلادی متوقف شد.
نحوه شرکت در این مسابقات با ثبت نام تیم متقاضی شروع می‌شد و اگر از یک لیگ چند تیم متقاضی وجود داشت، باشگاهی که بالاترین رتبه در لیگ داخلی را بدست می‌آورد می‌توانست در این مسابقات شرکت کند. این جام فرصتی بود برای تیم‌هایی که شانس کمی برای راه‌یابی به مسابقات اروپایی داشتند که شانس خود را برای حضور در بین آن‌ها امتحان کنند.
اما از فصل ۲۰۲۱–۲۰۲۲ لیگ کنفرانس اروپا آغاز می‌شود که جایگزین این جام می‌شود و نحوه برگزاری آن متفاوت است.

## ۲۰۰۵–۱۹۹۵
| سال  | قهرمان         | نائب قهرمان                  | نتیجه        |
| ---- | -------------- | ---------------------------- | ------------ |
| ۱۹۹۵ | استراسبورگ     | باشگاه فوتبال تیرول اینسبروک | ۷–۲          |
| ۱۹۹۵ | بوردو          | کارلسروهه                    | ۴–۲          |
| ۱۹۹۶ | کارلسروهه      | استاندارد لیژ                | ۳–۲          |
| ۱۹۹۶ | گنگام          | باشگاه فوتبال روتور ولگوگراد | ۲–۲ (گ.ز.)   |
| ۱۹۹۶ | سیلکبورگ       | باشگاه فوتبال سجستا          | ۲–۲ (گ.ز.)   |
| ۱۹۹۷ | باستیا         | هالمستاد                     | ۲–۱          |
| ۱۹۹۷ | المپیک لیون    | مون‌پلیه                      | ۴–۲          |
| ۱۹۹۷ | اوسر           | دویسبورگ                     | ۲–۰          |
| ۱۹۹۸ | والنسیا        | آستریا زالتسبورگ             | ۴–۱          |
| ۱۹۹۸ | وردر برمن      | وویوودینا                    | ۲–۱          |
| ۱۹۹۸ | بولونیا        | روخ خوژوف                    | ۳–۰          |
| ۱۹۹۹ | مون‌پلیه        | هامبورگ                      | ۲–۲ (۳–۰ پ.) |
| ۱۹۹۹ | یوونتوس        | رن                           | ۴–۲          |
| ۱۹۹۹ | وستهام یونایتد | متس                          | ۳–۲          |
| ۲۰۰۰ | اودینزه        | سیگما اولوموتس               | ۶–۴          |
| ۲۰۰۰ | سلتاویگو       | زنیت سن پترزبورگ             | ۴–۳          |
| ۲۰۰۰ | اشتوتگارت      | اوسر                         | ۳–۱          |
| ۲۰۰۱ | استون ویلا     | بازل                         | ۵–۲          |
| ۲۰۰۱ | پاری سن ژرمن   | برشا                         | ۱–۱ (گ.ز.)   |
| ۲۰۰۱ | تروا           | نیوکاسل یونایتد              | ۴–۴ (گ.ز.)   |
| ۲۰۰۲ | مالاگا         | ویارئال                      | ۲–۱          |
| ۲۰۰۲ | فولام          | بولونیا                      | ۵–۳          |
| ۲۰۰۲ | اشتوتگارت      | لیل                          | ۲–۱          |
| ۲۰۰۳ | شالکه ۰۴       | باشگاه فوتبال پاشینگ         | ۲–۰          |
| ۲۰۰۳ | ویارئال        | هیرنفین                      | ۲–۱          |
| ۲۰۰۳ | پروجا          | وولفسبورگ                    | ۳–۰          |
| ۲۰۰۴ | لیل            | لیریا                        | ۲–۰ (و.ا.)   |
| ۲۰۰۴ | شالکه ۰۴       | اسلوان لیبرتس                | ۳–۱          |
| ۲۰۰۴ | ویارئال        | اتلتیکو مادرید               | ۲–۲ (۳–۱ پ.) |
| ۲۰۰۵ | هامبورگ        | والنسیا                      | ۱–۰          |
| ۲۰۰۵ | لانس           | سی‌اف‌آر کلوژ                  | ۴–۲          |
| ۲۰۰۵ | المپیک مارسی   | دپورتیوو لاکرونیا            | ۵–۳          |

## ۲۰۰۸–۲۰۰۶
| سال  | برندگان | دیگر برندگان مرحله سوم | دیگر برندگان مرحله سوم | دیگر برندگان مرحله سوم | دیگر برندگان مرحله سوم | دیگر برندگان مرحله سوم |
| ---- | ------- | ---------------------- | ---------------------- | ---------------------- | ---------------------- | ---------------------- |
| ۲۰۰۸ | براگا   | استون ویلا             | دپورتیوو لاکرونیا      | اشتوتگارت              | روزنبورگ               | ناپولی                 |
| ۲۰۰۸ | براگا   | رن                     | واسلو                  | الفسبوری               | گراس‌هاپر               | اشتورم گراتس           |
| ۲۰۰۷ | هامبورگ | اتلتیکو مادرید         | AaB Fodbold            | سمپدوریا               | بلکبرن راورز           | لن                     |
| ۲۰۰۷ | هامبورگ | لیریا                  | راپیدوین               | هاماربی                | اتلول گالاتی           | توبول                  |
| ۲۰۰۶ | نیوکاسل | اوسر                   | گراس‌هاپر               | Odense Boldklub        | مارسی                  | هرتابرلین              |
| ۲۰۰۶ | نیوکاسل | قیصریه‌اسپور            | اتنیکوس آچنا           | توئنته                 | رید                    | ماریبور                |